# Fußball in Andorra

Logo des andorranischen Fußballverbands

Fußball ist in Andorra eine der beliebtesten Sportarten. Der andorranische Fußballverband Federació Andorrana de Futbol gehört zu den jüngsten Verbänden weltweit. Er wurde erst 1994 gegründet und trat 1996 der FIFA und der UEFA bei. Dieser organisiert neben der Primera Divisió auch die Copa Constitució und die Andorranische Fußballnationalmannschaft sowie alle Jugendnationalmannschaften.

## International

### A-Nationalmannschaft
Siehe auch Andorranische Fußballnationalmannschaft.
Andorras Nationalmannschaft nimmt seit dem Jahr 1996 an offiziellen Wettbewerben teil, konnte sich jedoch noch nie für die Endrunde einer Europameisterschaft oder gar Weltmeisterschaft qualifizieren. Insgesamt gelangen dem kleinen Land ohnehin erst fünf Länderspielsiege, darunter ein Sieg in der WM-Qualifikation über Mazedonien, sowie ein Sieg über Ungarn. Des Weiteren konnte man in Freundschaftsspielen gegen Belarus, Albanien und San Marino gewinnen. Alle fünf Siege wurden in Heimspielen errungen.

### U-21-Auswahl
Siehe auch Andorranische Fußballnationalmannschaft (U-21-Männer).
Die U21-Nationalmannschaft Andorras wurde erst 2006 gegründet. Sie spielte bisher erst in zwei offiziellen Länderspielen und verlor gegen Island 2006 die Vorqualifikation für die U-21-Fußball-Europameisterschaft 2007 in den Niederlanden.

## Meisterschaft
Seit der Saison 1995/96 wird die Primera Divisió von der Federació Andorrana de Futbol geleitet. Rekordhalter ist der FC Santa Coloma mit zehn Meisterschaften.
Der andorranische Meister qualifiziert sich für die erste Runde der Champions-League-Qualifikation. Der Ligazweite ist zur Teilnahme an der Qualifikation zur UEFA Europa League berechtigt.

## Andorranischer Pokal
Die erste Austragung der Copa Constitució fand in der Saison 1990/91 statt. Seit der Saison 1993/94 wird der nationale Pokal jährlich ausgespielt. Rekordsieger ist mit neun Siegen FC Santa Coloma. Der Pokalsieger ist zur Teilnahme an der 1. Qualifikationsrunde der Europa League berechtigt.

## Andorranischer Supercup
Der andorranische Supercup wurde erstmals in der Saison 2002/03 ausgetragen. Seither findet jährlich vor Saisonbeginn ein Supercup-Finale zwischen Meister und Pokalsieger statt. Rekordsieger ist der FC Santa Coloma mit vier Titeln.

## Stadien
Andorra hat nur zwei Fußballstadien: Das Estadi Comunal d’Andorra la Vella und das Camp d’Esports d’Aixovall. In diesen beiden Stadien wird der gesamte Spielbetrieb abgewickelt – ein Spieltag verteilt sich über das gesamte Wochenende. Die Nationalmannschaft weicht bisweilen auch nach Spanien aus.